# 转录后修饰
转录后修饰（RNA修飾，或稱修飾RNA）是真核细胞中，将初级转录RNA转化为成熟RNA的加工过程。一个很好的例子就是前mRNA转化为成熟的mRNA，其中包括剪接，并发生在蛋白质生物合成之前。这一加工过程对于真核生物基因组的正确翻译至关重要，这是因为真核生物的初级转录RNA中包含既包括用于编码蛋白质的外显子又包含非编码的內含子。

## mRNA加工
mRNA前体分子需要通过三个修饰加工才能转化为成熟的mRNA。这三个修饰包括5'端加帽、3'端多聚腺苷酸化和RNA剪接，发生在细胞核中mRNA翻译之前。

### 5'端加工

#### 加帽
mRNA前体的加工包括了在其5'端加上7-甲基鸟苷（m7G），称之为“帽”。为了进行加帽，5'端的磷酸基团需要被去除，这是在磷酸酶的帮助下完成的；接着鸟苷转移酶催化产生具二磷酸的5'末端；带二磷酸的5'末端随后攻击GTP分子上的α磷原子，使得鸟嘌呤残基以5'5'三磷酸的连接方式加入5'端；然后在S-腺苷基蛋氨酸辅酶的作用下，将鸟嘌呤环上的N-7位置甲基化。这种类型的“帽”（只含m7G）被称为“帽0结构”（cap 0 structure）；而如果下游邻位核苷酸上的核糖也被甲基化，则为“帽1”，再下游的则为“帽2”……以此类推。其中，甲基基团是被加入到核糖的2'羟基上。这样的加帽加工保护了初级转录RNA免于被能够特异性切割3'5'磷酸二酯键的核糖核酸酶攻击降解。

### 3'端加工

#### 剪切和多聚腺苷酸化
对于mRNA前体的3'端的加工包括了对3'端的切割以及随后加上的约200个腺嘌呤残基以形成多聚腺苷酸尾。当mRNA前体分子的3'端附近存在有多聚腺苷酸化信号序列（5'- AAUAAA-3'，其后通常还跟着5'-CA-3'序列），切割和腺苷酸化反应就会发生。另一个信号序列：GU富含序列，其通常位于mRNA前体分子的下游远端。在信号序列被合成后，两个多亚基蛋白质复合物，“剪切和多聚腺苷酸化特异性因子”（cleavage and polyadenylation specificity factor）和“剪切刺激因子”（cleavage stimulation factor），从RNA聚合酶II上转移到RNA分子上并与信号序列结合。随后，在加入更多的剪切因子和多聚腺苷酸聚合酶（PAP）后，形成一个更大的蛋白质复合物。这一复合物在RNA上对多聚腺苷酸化信号序列和GU富含序列之间的（5'-CA-3'）特征位点进行切割。然后，多聚腺苷酸聚合酶利用ATP为原料，从切割后生成的新的3'端加入约200个腺嘌呤基团。多聚腺苷酸尾巴被合成后，多个多聚腺苷酸结合蛋白就可以结合上来，保护3'端，避免被核糖核酸酶降解。

### 剪接
RNA剪接是将RNA上属于非编码区的内含子从RNA前体上除去并将剩余的外显子拼接在一起的加工过程。虽然大多数的RNA剪接发生在RNA前体完全合成并加帽后，许多外显子的剪接可以在转录过程中发生。 剪接反应是由一个被称为剪接体（由一些识别位于mRNA前体序列中的剪接位点的蛋白质和小核RNA分子聚合而成）的蛋白质复合物来进行催化的。许多mRNA前体，包括编码抗体的mRNA，都能够以多种方式被剪接，以产生各种编码不同蛋白质序列的成熟mRNA；这样一种剪接加工被称为选择性剪接，其目的是从有限的DNA序列中生成大量不同的蛋白质。